# 皮奧伊州
皮奧伊州（pi.aw.'i）是巴西東北部的一個州。其海岸線僅66km，其首府特雷西納（Teresina）是巴西東北部諸州首府中唯一一個不臨海的。

## 外部連結
- （葡萄牙文）皮奧伊州政府網站 （页面存档备份，存于）